# Nội công
Nội công (chữ Hán: 內功, nội nghĩa là bên trong, "công" trong từ "võ công") đề cập đến bất kỳ một tập hợp các bài tập thở, thiền và thực hành tâm linh nào của Trung Quốc liên quan đến Đạo giáo và đặc biệt là võ thuật Trung Quốc. Thực hành nội công thường được liên kết với cái gọi là võ thuật Trung Quốc với "phong cách mềm", "bên trong" hoặc nội gia (內家), trái ngược với thể loại được gọi là ngoại công (外功) hay "kỹ năng bên ngoài" được lịch sử gắn liền với võ Thiếu Lâm hoặc cái gọi là "phong cách cứng rắn", "bên ngoài" hoặc ngoại gia (wàijiā, 外家) của võ thuật Trung Quốc. Cả hai phái nội và ngoại đều có nhiều trường phái, ngành học và thực tiễn khác nhau và trong lịch sử đã có sự ảnh hưởng lẫn nhau giữa hai trường phái và viẹc phân biệt chính xác giữa chúng là khác nhau giữa các trường phái võ thuật.
Có cả nội công liên quan đến võ thuật và phi võ thuật. Các ví dụ nổi tiếng về nội công trong võ thuật là các chương trình huấn luyện cách thở và khả năng tập trung khác nhau được dạy trong một số trường phái võ truyền thống như Thái cực quyền, Bát quái chưởng, Hình ý quyền và Lục hợp bát pháp. Một ví dụ về nội công phi võ thuật là môn phái tu hành được gọi là Đạo dẫn.

## Nội công và võ thuật nội gia

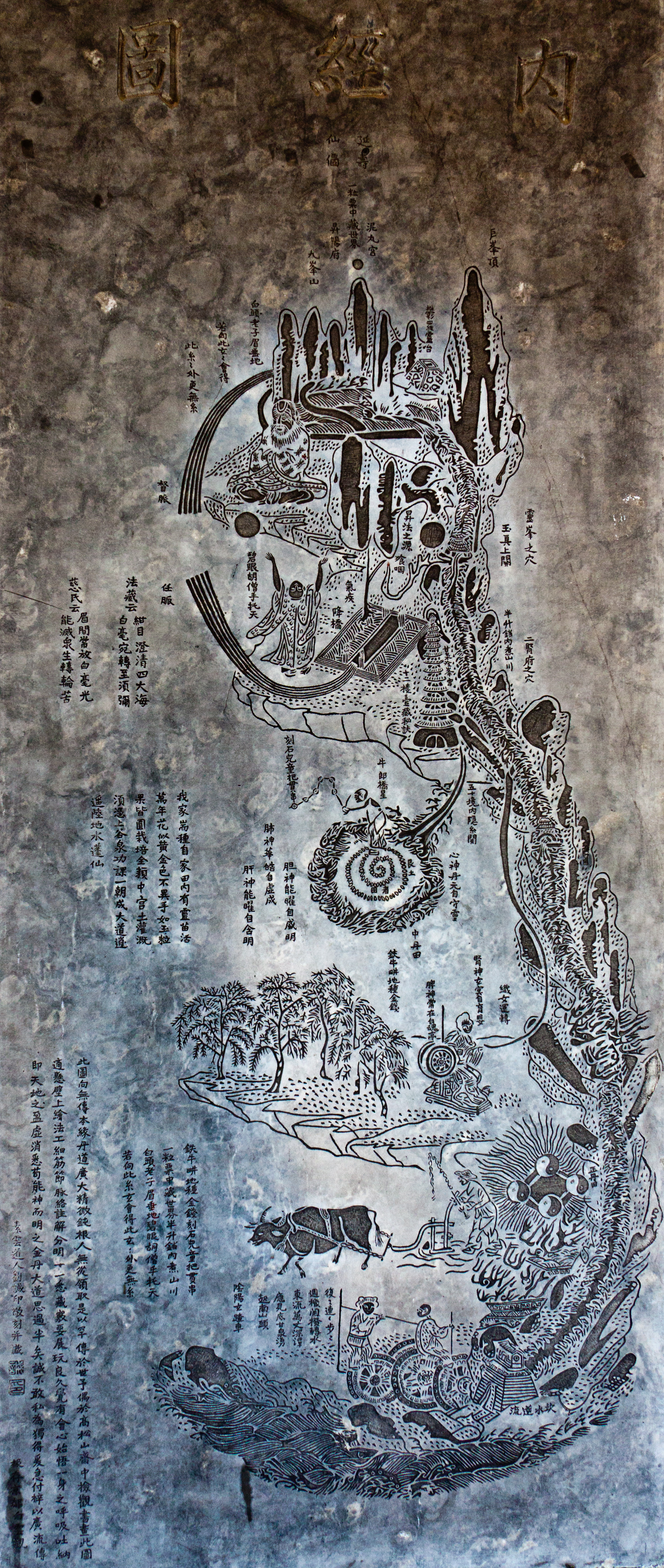
The Neijing Tu (內经图) là một sơ đồ "nội cảnh" của Đạo giáo về cơ thể con người minh họa nội đan, Ngũ hành, Âm và Dương, và thần thoại Trung Quốc.

Trường phái võ thuật chuyên nội công nhấn mạnh vào việc đào tạo sự phối hợp của cơ thể với hơi thở của người tập, được gọi là sự hài hòa của năng lượng bên trong và bên ngoài (nội ngoại hợp nhất, tiếng Trung:內外合一), tạo cơ sở cho phương pháp sử dụng sức mạnh và kỹ thuật của một trường phái võ cụ thể.
Các bài tập nội công là một phần của truyền thống nội gia liên quan đến việc nuôi dưỡng sự tĩnh lặng về thể chất và hoặc chuyển động có ý thức (có chủ ý), được thiết kế để tạo ra sự thư giãn hoặc giải phóng căng thẳng của cơ bắp kết hợp với các kỹ thuật thở đặc biệt như phương pháp "rùa" hoặc phương pháp "đảo ngược". Mục đích cơ bản của quá trình này là để phát triển sự phối hợp, tập trung và kỹ năng kỹ thuật lên tới mức độ cao mà được biết đến trong thế giới võ thuật như nội kình (tiếng Trung: 內勁). Mục đích tối hậu của việc tập luyện này là hướng các cá nhân trở thành một với trời đất, hay đạo (thiên nhân hợp nhất, tiếng Trung: 天人合一). Như Trang Tử đã nói, "Trời, đất và tôi được sinh ra từ một thể, và tôi là một thể với tất cả những gì đang tồn tại (天地與我並生, 萬物與我唯一) ".
Nội công võ thuật là việc phát triển nội lực. Một cách để có thể đạt được điều này là luyện tập các bài tập đặc biệt thường xuyên trong đó hơi thở phù hợp với chuyển động của máu hoặc tác động đến sự chuyển động của máu trên toàn cơ thể. Thông qua các bài tập này, có thể di chuyển máu đến một khu vực nào đó trong một chuyển động cụ thể để có một kết quả nhất định. Một trong những lợi ích của các bài tập võ thuật về nội công là khả năng thư giãn các mạch máu, dây thần kinh, cơ bắp và gân để giúp cơ thể di chuyển tự do hơn. Với cơ thể di chuyển tự do và lượng máu dư thừa di chuyển đến một khu vực cụ thể với ít hoặc không cần nỗ lực, người tập có thể có thể phát triển nhiều lợi ích. Những lợi ích này có thể bao gồm:
- phục hồi nhanh hơn từ chấn thương tay
- khả năng ra đòn với lực mạnh hơn
- khả năng di chuyển nhanh hơn (tốc độ là rất quan trọng trong võ thuật)
- lợi ích sức khỏe của việc thư giãn
- sự gia tăng kết nối với chân, cột sống, cánh tay và đầu của bạn
- tăng sức chịu đựng
- tăng khả năng thể thao và sức khỏe
- điều hòa huyết áp
- thực sự trải nghiệm các kinh mạch của cơ thể như chúng thực sự đang hoạt động, có thể khác với các cuốn sách
- phát triển một công lực đích thực được nuôi dưỡng một cách có ý thức và được hình thành một cách có chủ ý mà có thể không được định nghĩa trong các cuốn sách
- độ nhạy cảm cao hơn khi tập luyện võ và chiến đấu

Điều quan trọng là phải hiểu rằng bất cứ ai muốn học nội công một cách thành tâm, có nhiều khả năng học nó từ một giáo viên giỏi về võ thuật nội bộ như Hsing-Yi (một trong những hình thức tu luyện võ thuật dễ nhất và mạnh nhất). Người học rất hiếm khi được học các phép thực hành Đạo giáo đích thực từ một bậc thầy thực sự của Đạo giáo vì khá nhiều kỹ năng nội công là một phần thiết yếu của một hệ thống võ thuật hoàn chỉnh. Nội công không phải là một triết lý, mà là một kỹ thuật và nghệ thuật tu luyện nội tâm. Có những hướng dẫn trí tuệ để thực hành nội công, nhưng đó là 'công việc của nội tâm', có nghĩa là phải nỗ lực để phát triển các kỹ năng nội công thực sự, đáng kể và có thể kiểm tra được. Đây không phải là điều mà có thể tưởng tượng hoặc nói về nó, chỉ có thể từ kinh nghiệm trực tiếp và nỗ lực chăm chỉ mới có thể hiểu được nội công. Một người thầy thực thụ sẽ đưa bạn vào một hành trình phát triển thế giới nội tâm của bạn và chỉ cho bạn cách thể hiện các kỹ năng mà bạn đang phát triển.

## Nội công và thiền
Loại thực hành này được cho là đòi hỏi sự tập trung và phản xạ nội tâm dẫn đến sự tự nhận thức cao hơn, tăng theo thời gian với thực hành liên tục. Những người luyện nội công báo cáo có khả năng nhận thức về các cơ chế lưu thông máu, nhu động, chuyển động cơ bắp, liên kết xương, sự cân bằng, vv
Những gì được cho là xảy ra như là kết quả của thực hành nội công liên tục là một loại nội giả kim nội bộ, đó là một sự tinh tế và sự vận chuyển của "Tam bảo" (Sanbao 三寳). Ba báu vật được gọi là tinh (精), khí (氣) và Thần (神).
Theo học thuyết của Đạo giáo, Tam bảo có thể được mô tả là ba loại năng lượng có sẵn cho con người. Đạo Đức Kinh cho là được Lão Tử viết trong chương 42 rằng "Đạo (道) sinh ra ngôi Nhất, Nhất sinh Nhị (Thái Cực 太極) hoặc Âm và Dương (陰陽) Và Nhị sinh Tam (mà một số giải thích Tam gồm tinh 精, khí 氣 và thần 神, hoặc đôi khi là Thiên 天, Địa 地 và Nhân 人) và Tam sinh Tứ: Bắc, Nam, Đông và Tây và tương ứng với vạn vật (萬物); đó là tất cả những gì tồn tại giữa trời và đất.
Do đó, đào tạo nội công theo các giai đoạn phát triển Đạo giáo cổ điển và coi hai giai đoạn đầu tiên là sự chuẩn bị cho giai đoạn cuối cùng: Cơ thể vật lý (tinh) -> Cơ thể năng lượng (khí) -> Ý thức thiêng liêng (thần)